# قهرمانة
القَهْرَمانة أو قَهْرَمانة، هي مدبرة القصر أو المنزل وتهتم بشؤونه، وكان لها الحق في الدخول والخروج من دار الخلافة والاتصال بالناس لطبيعة وظيفتها. ظهر دور القهرمانة بشكلٍ أساسي في العصر العبَّاسي.

## أصل الكلمة
القهرمانة هي كلمة فارسيَّة، تُعبر عن وظيفة تخص الأمور المالية من الدخل والخراج.

## تاريخ القهرمانة

### أصل القهرمانة
على الرُّغم من ارتباط القهرمانة بالتاريخ العبَّاسي، إلا أنها لم تكن ظاهرة مُستحدثة فيها، وترجع ظهورها إلى الإمبراطوريَّة الساسانيَّة، حيث أن الملوك الساسانيين عرفوا القهرمانة في بلاطهم، وكان يُدعى أحدهم دينار زاد. كما يروي نص يعود إلى عهد الخليفة الرَّاشدي عليُّ بن أبي طالب حول دهقان من أهل التمر أنه خُيَّر، واختار من جملة اختياراته أن يكون قهرمانًا لدى الإدارة.
ومع ذلك، فإن المصادر التَّاريخيَّة لم تذكر شيئًا عن استخدام الخلافة الأمويَّة للقهرمانات، سواء رجالًا شغلوا المزرعة أو نساء من حريم دار الخلافة، وقد يكون ذلك راجعًا إلى حفاظ المُجتمع الأموي على التقاليد والمُثل العربيَّة، والتي لا تسمح بأي ظاهرة دخيلة من الانتشار، وما يُرجح من ذلك، أن الجواري في العصر الأموي لم يكن لهن شأنٌ يُذكر ولا دورٌ أو أثر.

### العصر العبَّاسي
أدَّت الجواري والقهرمانات دورًا مُهمًا في حياة الخُلفاء العبَّاسيين وفي الحياة الاجتماعية للمُجتمع آنذاك، وكان للجواري والقهرمانات في بيوت الخُلفاء والأمراء والإداريين آثارٌ كثيرة، فمنهُن أصبحن زوجات، وأمهات لأولادهم، وبالتالي، أمهات للخلفاء، في حين كان حظ الأخريات أن أصبحن مُحظياتٍ وجواري، بينما عملت البقية في الخدم والأعمال المُختلفة في القصر وغيره.

## صلاحياتها
كان للقهرمانة الحق في تدبير شؤون القصر أو المنزل، وهي أعلى مرتبة من الجواري، وأقل مرتبة من أم الخليفة أو زوجته بحسب الخليفة نفسه وتغيُّر الأحوال. كان للقهرمانة حق الدُّخول والخروج من دار الخلافة والاتصال بالناس بموجب طبيعة عملها، وفيما عداهُن، لا تمتلك بقية الجواري هذا الحق، حيث كان يُفرض عليهن الحجاب، ويُمنعن من الخروج إلا في حالات استثنائيَّة. ولم تبلغ القهرمانة لمنصبها الرَّفيع بهذه البساطة، فكانت القهرمانة مُتعلمة ومُثقفة ومُهذبة، وتُجيد العربيَّة، وقد تحفظ نوادر الأحاديث وفرائد اللغة. كما كُن في بعض الفترات الزمنيَّة، بارعات في إظهار مفاتنهن والفخر بما لديهن، لكي تكون الجارية الأولى لدى الخليفة، لتوفير البهجة.

## نفوذها
لم تكن القهرمانة أكثر من جاريةٍ حسناء مُتعلمة ومُثقفة لدى الخُلفاء الأوائل، ورُبما تكون من أكثرهن حظًا في التقرُّب من الخليفة، إلا أن نفوذ القهرمانة تغيَّر بعد مُبايعة جعفر المقتدر بالله للخلافة (حكم من 295 إلى 320 هـ / 908 إلى 932 م)، وكان يبلغ من العمر 13 عامًا، ما يجعله أصغر من تولَّى منصب الخلافة في التَّاريخ. وبسبب ذلك، فسح المجال أمام دخول القهرمانة في أمور الدَّولة ومسالكها السياسيَّة، وكُن بمثابة سواعد للسَّيدة شغب.

### فهرس المنشورات
1. ↑  حسن (2013)، ص. 16-17.
2. 1 2 3  حسن (2013)، ص. 17.
3. ↑  حسن (2013)، ص. 15.
4. 1 2  حسن (2013)، ص. 16.
5. 1 2  حسن (2013)، ص. 18.

### معلومات المنشورات كاملة
الكُتُب العربيَّة مرتبة حسب تاريخ النشر
- سولاف فيض الله حسن (2013). دور الجواري والقهرمانات في دار الخلافة العباسية (ط. 1). دمشق: صفحات للدراسات والنشر والتوزيع. ISBN:978-9933-495-13-8. OCLC:6914266520. OL:43175027M. QID:Q125689500.